# استرلکا (استان آمور)
استرلکا (به لاتین: Strelka) یک منطقهٔ مسکونی در روسیه است که در استان آمور واقع شده‌است.